# Oudercommissie (kinderopvang)
Een oudercommissie is in Nederland een medezeggenschapsorgaan in de kinderopvang, dat bestaat uit ouders die klant zijn van de betreffende kinderopvangorganisatie. De oudercommissie adviseert de leidinggevende van de organisatie over verschillende zaken, waaronder pedagogisch beleid en kwaliteit. De oudercommissie kan de verbindende schakel zijn tussen organisatie en klanten. 

## Ontstaan
In welzijn en onderwijs bestaat al tientallen jaren medezeggenschap voor 'de klant': cliënten, leerlingen en ouders hebben inspraak in de werkwijze van de organisatie. In de kinderopvang is oudermedezeggenschap formeel georganiseerd in oudercommissies. Enkele organisaties kennen daarnaast ook een formele vorm van kindermedezeggenschap.
De wettelijke grondslag voor oudercommissies is terug te vinden in Afdeling 3, Paragraaf 3 van de Wet Kinderopvang, artikelen 1.58-1.60a.

### Adviesrecht
De organisatie is op een aantal thema’s verplicht om advies te vragen aan de oudercommissie, en om een gepaste reactie op dat advies te geven. Op die manier draagt de oudercommissie er zorg voor dat de belangen van ouders en kinderen behartigd worden in het beleid dat de organisatie voert.
Ouderparticipatiecrèches zijn niet verplicht om een aparte oudercommissie in te stellen.

## Taken en plichten
De oudercommissie adviseert de organisatie (in de wet en de meeste reglementen 'houder' genoemd) over het beleid ten aanzien van:
- de uitvoering van artikel 1.50/1.56 (het bieden van verantwoorde kinderopvang);
- voeding, opvoeding, veiligheid en gezondheid;
- openingstijden;
- spel- en ontwikkelingsactiviteiten;
- klachten en klachtenregeling;
- de prijs van kinderopvang.

Daarnaast werken veel oudercommissies samen met de organisatie bij het organiseren van vieringen (Sinterklaasviering, voorleesontbijt, feest op de locatie) en ouderavonden.

### Reglementen
De leden van de oudercommissie worden in beginsel democratisch gekozen uit en door de ouders waarvan een kind door de betreffende organisatie opgevangen wordt. In de praktijk zijn er meestal minder kandidaten dan zetels en worden de oudercommissieleden zonder verkiezingen benoemd. De bevoegdheden en facilitering (budget, ondersteuning) van de oudercommissie worden vastgelegd in een reglement. Er zijn modelreglementen opgesteld door BOinK (belangenvereniging voor ouders) en de MO-groep (branchevereniging kinderopvang), die breed gebruikt worden.

### Werkwijze
De oudercommissie kan zelf bepalen hoe ze haar adviestaken uitvoert. Vaak gebeurt dat in bijeenkomsten, waarin de leden met elkaar en met de leidinggevende van de organisatie onderwerpen bespreken. De oudercommissie kan ook bepaalde functies verdelen onder de oudercommissieleden, zoals voorzitter, secretaris en penningmeester. Daarnaast zetten individuele leden zich vaak per thema of activiteit in om de nodige taken uit te voeren. De werkwijze van de oudercommissie wordt door de oudercommissie vastgelegd in een huishoudelijk reglement.

### Ondersteuning
Oudercommissies en organisaties kunnen gebruikmaken van verschillende vormen van ondersteuning en advies omtrent oudermedezeggenschap. Zo heeft BOinK informatie beschikbaar via brochures, trainingen en een telefonisch spreekuur. Verder zijn er mogelijkheden om een extern adviseur in te schakelen, ter ondersteuning en als deskundigheidsbevordering (OuderCommissieCoach, Parenticom).
　

## Toezicht en naleving
Het instellen van een oudercommissie is wettelijk verplicht en wordt dan ook gecontroleerd. De handhavingsplicht voor de Wet Kinderopvang ligt bij de gemeenten, die het toezicht hebben neergelegd bij de GGD's. Er bestaat een landelijk gebruikt toetsingskader. Daarin is de oudercommissie nadrukkelijk opgenomen als onderdeel van de GGD-inspectie. De GGD controleert ten eerste of en een oudercommissie is, met geldige reglementen. Daarnaast neemt de GGD ook vaak contact op met de oudercommissie zelf, om vragen te stellen over de gang van zaken. Als de GGD vindt dat de organisatie niet voldoet aan de eisen wat betreft oudermedezeggenschap, dan wordt dat opgenomen in het inspectierapport en gepubliceerd in het gemeentelijke register.

### Geschillen
Wanneer een oudercommissie zelf vindt dat de organisatie zich niet aan de wet of aan de reglementen houdt, kan in veel gevallen een beroep gedaan worden op de Klachtenkamer Kinderopvang. Individuele ouders kunnen bij een geschil over klachten een beroep doen op de Klachtencommissie Kinderopvang. Voor ruim 5000 oudercommissies is de organisatie aangesloten bij de Klachtenkamer en/of de Klachtencommissie Kinderopvang (sKK, jaarverslag 2009). Tegenwoordig Klachtenloket Kinderopvang. 